# سائوتومه
سائوتومه پایتخت کشور سائوتومه و پرینسیپ است.
لطفا بااین معرفی مختصر در ذیل به صفحه ی مربوط به این کشور آفریقایی بروید ،درضمن این کشور از دو کلمه سائوتومه+پرنسیپ تشکیل شده است و برای ابهام زدائی ذکر این دوجمِله حائزاهمیت است
۱:سائوتومه :نام بسیار قدیمی و مربوط سال۱۵۰۰میلادی است که پرتغالی ها بعنوان اولین مهاجران به هندوستان ،این نام را بر قسمتی از شهر بزرگ چِنای امروزی در هند گذاشتند.خود کلمه ی سائوتومه هم پرتغالی است.
۲سائوتومه با پرنسیپ‌ وقتی کنار یکدیگر می آیند ،این بار نام کشوری آفریقایی است که درقسمت غرب آفریقا و زیر پشت کله ی نقشه ی قاره آفریقا قرار دارد حدود۲۰۰هزترنفر جمعیت دارد.
این کشور بعنوان کوچکترین کشور غیرپرتغالی ،پرتغالی زبان دنیا شناخته میشود و از مستعمرات قبلی پرتغال است.
نسب و اصل این مردم از سیاه پوستان برده ای هستند که یا از آمریکا بعنوان برده فرار کرده اند یا بردگان آزادشده ی آمریکایی و یا کسانی که از دست قاچاقچیان برده فرار کرده اند!!!
خود کلمه ی پرنسیپ هم بمانند سائوتومه، کلمه ای پرتغالی است!
سائوتومه و پرنسیپ[۹] با نام کامل جمهوری دموکراتیک سائوتومه و پرنسیپ به پرتغالی: (República Democrática de São Tomé e Príncipe) کشوری است در خلیج گینه در باخترآفریقا. پایتخت آن سائوتومه است.